# الاحباب الزور
الاحباب الزور قرية تقع في محافظة صلاح الدين في العراق قضاء بلد.تبعد عن العاصمة بغداد حوالي 80 كم. يبلغ عدد سكانها 4000 نسمة.وتطل على نهر دجلة غربأ. وهذه المنطقة غنية بالبساتين المثمرة بالحمضيات والنخيل بكثافة.